# Governo Orbán II
Il Governo Orbán II, o Governo di cooperazione nazionale, è stato il 71º Governo dell'Ungheria e il secondo presieduto da Viktor Orbán per un totale di 4 anni e 9 Giorni. Orbán si insediò il 29 maggio 2010, dopo che la coalizione da lui guidata aveva vinto le elezioni parlamentari.

## Composizione
Fidesz
     KDNP
     Indipendente
| Carica                                                                               | Titolare                        | Titolare | Titolare                                              | Partito                                    |
| ------------------------------------------------------------------------------------ | ------------------------------- | -------- | ----------------------------------------------------- | ------------------------------------------ |
| Primo ministro                                                                       |                                 |          | Viktor Orbán                                          | Fidesz                                     |
| Vice Primo Ministro                                                                  |                                 |          | Zsolt Semjén                                          | KDNP                                       |
| Ministro della pubblica amministrazione e della giustizia                            |                                 |          | János Áder (Fino al 10 Maggio 2012)                   | Fidesz                                     |
| Ministro della pubblica amministrazione e della giustizia                            |                                 |          | Tibor Navracsics (Dal 10 maggio 2012)                 | Fidesz                                     |
| Ministero dell'interno                                                               |                                 |          | Sándor Pintér                                         | Indipendente                               |
| Ministero degli esteri                                                               |                                 |          | János Martonyi                                        | Fidesz                                     |
| Ministero dell'economia nazionale                                                    |                                 |          | György Matolcsy (fino al 3 marzo 2013)                | Fidesz                                     |
| Ministero dell'economia nazionale                                                    | Mihály Varga (dal 7 marzo 2013) |          |                                                       | Fidesz                                     |
| Ministero delle risorse nazionali (risorse umane dal maggio 2012)                    |                                 |          | Miklós Réthelyi (fino al 13 maggio 2012)              | Indipendente                               |
| Ministero delle risorse nazionali (risorse umane dal maggio 2012)                    |                                 |          | Zoltán Balog (dal 14 maggio 2012)                     | Fidesz                                     |
| Ministero dello sviluppo nazionale                                                   |                                 |          | Tamás Fellegi (fino al 14 dicembre 2011)              | Indipendente                               |
| Ministero dello sviluppo nazionale                                                   |                                 |          | Tibor Navracsics (dal 14 al 23 dicembre 2011)         | Fidesz                                     |
| Ministero dello sviluppo nazionale                                                   |                                 |          | Zsuzsanna Németh (dal 23 dicembre 2011)               | Indipendente                               |
| Ministero dell'agricoltura                                                           |                                 |          | Sándor Fazekas                                        | Fidesz                                     |
| Ministero della difesa                                                               |                                 |          | Csaba Hende                                           | Fidesz                                     |
| Ministero senza portafoglio per le relazioni con organismi finanziari internazionali |                                 |          | Tamás Fellegi (dal 15 dicembre 2011 al 2 giugno 2012) | Indipendente                               |
| Ministero senza portafoglio per le relazioni con organismi finanziari internazionali |                                 |          | Mihály Varga                                          | Fidesz (dal 2 giugno 2012 al 6 marzo 2013) |

## Situazione Parlamentare
| Camera              | Collocazione | Partiti                                                                               | Seggi     |
| ------------------- | ------------ | ------------------------------------------------------------------------------------- | --------- |
| Assemblea nazionale | Maggioranza  | Fidesz - KDNP (263), NI (1)                                                           | 264 / 386 |
| Assemblea nazionale | Opposizione  | MSZP (59)Movimento per un'Ungheria Migliore (47), La Politica può essere Diversa (16) | 122 / 386 |

## Critiche e controversie
Hanno suscitato scalpore molti provvedimenti emanati durante la sua seconda legislatura (iniziata nel maggio 2010) che hanno limitato e ridotto la libertà di espressione, le libertà individuali, la libertà di stampa e hanno indebolito la Corte costituzionale e il potere giudiziario, causando un arresto e un arretramento della democrazia in Ungheria, facendola spostare verso una forma di Stato autoritario.
Alcuni dei provvedimenti emanati sono: la legge sulla cittadinanza ungherese concessa anche a coloro che vivono al di fuori del paese ("Legge sulla Naturalizzazione Semplificata"), criticata dalla Slovacchia, paese con una forte minoranza magiara. Ma Orbán non si è fermato e forte dei due terzi dei seggi in Parlamento del suo partito (Fidesz), ha riformato messo piede sull'istruzione, sull'informazione (ponendo una Commissione governativa di Controllo televisivo), sul potere giudiziario (mettendo il CSM Ungherese sotto il controllo del Governo). Inoltre, ha riformato la Banca Centrale Ungherese, prevedendo che la nomina del governatore spetti al governo. Tale modifica ha manifestato la contrarietà della commissione europea, rilevando come la stessa non sarebbe conforme ai trattati sottoscritti dal Paese.
Viktor Orbán ha inoltre fatto approvare una nuova legge elettorale per le elezioni del 2014,
Infine, grazie alla massiccia presenza del Fidesz nel Parlamento monocamerale Ungherese (i cui membri sono stati ridotti da 386 a 199) è stata scritta ed approvata una nuova Costituzione, entrata in vigore il 1º gennaio 2012, basata sulla centralità della famiglia, della tradizione, sull'etica e sulla religione Cattolica.
Nel 2011 Viktor Orbán ha dichiarato in Parlamento, come presidente di turno dell'Unione Europea:
Sua altra dichiarazione: "Manifestare contro il governo equivale al tradimento della Patria".
Secondo lo storico Federigo Argentieri, il progetto politico di Orban, piuttosto che eversivo, si basa su due punti fondamentali:
1. magiarizzare il capitalismo nazionale, per creare una classe borghese autoctona;
2. esautorare dalla vita politica del paese gli eredi del partito comunista, "purificando" il paese dai residui dell'esperienza comunista

Per tali motivi, Argentieri paragona il progetto di Orban a quello di Miklós Horthy nel periodo interbellico.
A marzo 2013, il parlamento approva nuove modifiche alla Costituzione.